# Sarrus-Mechanismus

Sarrus-Mechanismus

Der Sarrus-Mechanismus wandelt eine teilkreisförmige Bewegung in eine geradlinige Bewegung. Der Mechanismus wurde 1853 von Pierre Frédéric Sarrus erfunden. Es handelt sich um eine präzise Geradführung. Sie fand weniger Beachtung als der später entdeckte Inversor von Peaucellier.